# Râul Pățălușa
Râul Pățălușa este un curs de apă, afluent al râului Inot.  